# Јоан Мику
Јоан Мику (фр. Johan Micoud; 24. јул 1973) је бивши француски фудбалер и национални репрезентативац.

## Каријера

### Клупска
Мику је рођен у Кану где је играо у омладинском погону Кана где је и започео сениорску каријеру након што је Зинедин Зидан отишао из клуба у Бордо. Био је важан члан екипе која се 1993. успела пласирати у прву лигу те квалификације за Куп УЕФА следеће године.
Године 1996. играч одлази у Бордо а у сезони 1998/99. с клубом осваја домаће првенство док је у сезони 1999/00. с клубом наступио у другом делу групне фазе Лиге шампиона.
Због добрих игара Мику постаје занимљив страним клубовима тако да 2000. године прелази у италијанску Парму где је остао две сезоне. Након тога прелази у Вердер Бремен где је с клубом освојио дуплу круну 2004. (Бундеслигу и куп) а те је сезоне постигао 10 првенствених погодака.
У јуну 2006. играч се враћа у Француску где се поново придружује Бордоу. Тамо је у свом првом прволигашком наступу постигао победнички погодак против Лорјана (1: 0) а ускоро је постао кључни играч екипе која је 2007. освојила Лига куп те се следеће сезоне борила за титулу првака . Упркос добрим наступима, тадашњи тренер Бордоа, Лоран Блан је 10. маја 2008, објавио да Мику неће продужити уговор. Због тога се Мику играчки пензионисао месец дана пре свог 35. рођендана.

### Репрезентативна
Иако је Мику стално био позиван у репрезентацију Француске, није могао да обезбеди стандардну позицију, углавном због Зинедина Зидана који је играо на његовом месту.
Након добрих игара за Бордо, Мику је дебитовао за Триколоре 17. августа 1999, у пријатељској утакмици против Северне Ирске. Касније је уврштен у списак репрезентативаца за ЕУРО 2000. на којем је Француска освојила титулу првака док је Мику наступио на једној утакмици. Реч је о утакмици против Холандије у групи где се обе екипе нису оптерећивале резултатом будући да су већ осигурале наступ у следећој фази такмичења.
Такође, Мику је био члан репрезентације која је 2002. наступила на Светском првенству у Јапану и Јужној Кореји. Тамо је играч имао кључну улогу у везном реду у утакмици против Уругваја која је остала запамћена по разочаравајућих 0:0 и црвеном картону Тјерија Анрија.
Без обзира на његов висок ниво наступа у клупском фудбалу, Микуа су национални селектори често маргинизовали. Тако га је Жак Сантини позвао само једном, и то у пријатељској утакмици против Холандије 2004. те није уврштен у списак репрезентативаца за ЕУРО 2004. упркос одличним наступима за Вердер Бремен. Због тога се играч 2004. повукао из репрезентације.

## Успеси

### Клупски
Бордо
- Првенство Француске: 1998/99.
- Лига куп Француске: 2007.

Парма
- Куп Италије: 2001/02.

Вердер Бремен
- Првенство Немачке: 2003/04.
- Куп Немачке: 2003/04.

### Репрезентативни
Француска
- Европско првенство: 2000.